# Darevskia caspica
Espèce
Darevskia caspica est une espèce de sauriens de la famille des Lacertidae.

## Répartition
Cette espèce est endémique du Mazandéran en Iran. Elle se rencontre dans les forêts mixtes hyrcaniennes de la Caspienne.

## Description

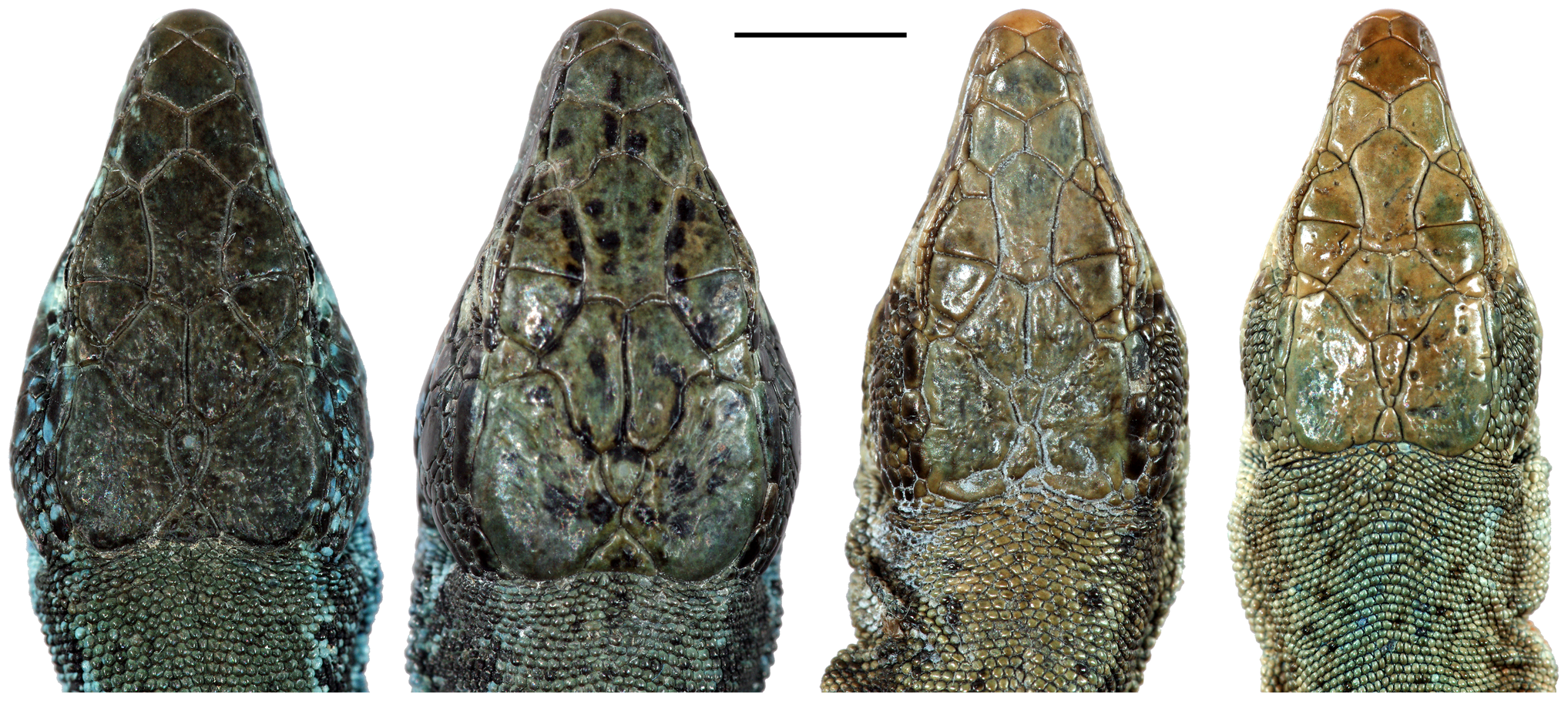
vue dorsale (à partir de la gauche : Darevskia caspica - Darevskia kamii - Darevskia kopetdaghica - Darevskia schaekeli)

Le mâle holotype mesure 179,9 mm de longueur totale dont 59,9 mm de longueur standard et 120 mm pour la queue.

## Étymologie
Son nom d'espèce lui a été donné en référence au lieu de sa découverte proche de la mer Caspienne.

## Publication originale
- Ahmadzadeh, Flecks, Carretero, Mozaffari, Böhme, Harris, Freitas & Rödder, 2013 : Cryptic Speciation Patterns in Iranian Rock Lizards Uncovered by Integrative Taxonomy. PLOS ONE, vol. 8, no 12, p. e80563 (texte intégral).